# 市川景之
市川景之（いちかわ かげゆき、1969年12月25日 - ）は、日本の作曲家、歌曲伴奏者。
神奈川県立小田原高等学校を経て、東京藝術大学音楽学部作曲科卒業。北村昭、島岡譲、永冨正之他に師事。パリ国立高等音楽院を和声法（J.Cl.レイノー）・対位法（J.Cl.アンリー）・フーガ（T.エスケシュ）・管弦楽法（P.メファノ）の各クラスを一等賞にて、二十世紀音楽の和声法（E.ルジェ）を二等賞で修了。指揮科予科に首席入学したが、芸大赴任のため中退。エコール・ノルマル音楽院室内楽科（歌曲専修）修了。
1996年から1999年にかけてサン・マンデ市立音楽院、サン・ルー・ラ・フォーレ音楽院の伴奏者をつとめる。フランス各地の市立音楽院等のソルフェージュ、和声の試験審査官をたびたび務める。そのかたわらピアノおよびピアノ伴奏法をジャクリーヌ・ボノ＝ロバン、ソランジュ・キャパランに師事。フランス歌曲の演奏について古澤淑子、カミーユ・モラーヌに師事。
国立音楽大学客員准教授　、東京藝術大学、洗足学園大学非常勤講師（作曲理論、ソルフェージュ）。日本フォーレ協会会員、フランス歌曲研究会会員、二期会フランス歌曲研究会ピアニスト、日本作曲家協議会、日本ソルフェージュ研究協議会会員。

## 作品
- 「バスーン四重奏曲」（1992年）
- パリ枢機卿委嘱作品「受胎告知のオラトリオ」（2000年）
- 「堀口大學の3つの短歌（仏語）」（2001年）
- 「虫の心（仏語訳、小林一茶の句による）」（2003年）
- 「大手拓次の3つの詩」（2010年）
- 「音の絵葉書」Cartes postales ～フルートとピアノの為の6つの愛唱歌(2014年)
- 「84の和声課題」

## 著書
- メトード・ソルフェージュ -読譜・リズム・視唱-（伊藤康英、金丸めぐみとの共著、2006年第1版、ISBN 978-4276502253）